# Список премьер-министров Юкона
Это список премьер-министров Юкона, территории Канады.
Юкон имеет ответственное правительство с 1978 года. В XIX веке Юкон был частью Северо-Западной территории, управляемой Компанией Гудзонова залива (а затем Канадой). Территория получила узнаваемое местное самоуправление только в 1895 году, когда она стала отдельным районом Северо-Западных территорий. В 1898 году Юкон был выделен в отдельную территорию со своим уполномоченным и назначен территориальным советом. 
До 1978 года на территории был законодательный орган с преимущественно консультативной ролью, без политических партий или правительственного лидера. Вместо этого полномочия были переданы руководящему уполномоченному, назначенному федеральным правительством. 
С 1978 года у Юкона было 9 премьер-министров, из которых 5 были от Партии Юкон и её предшественницы Прогрессивно-консервативной партии Юкона, 2 от Либеральной партии Юкона и 2 от Новой демократической партии Юкона. 
Юкон — единственная провинция или территория в Канаде, где никогда не было премьер-министра, рождённых в ней. 
Правительство Юкона не публикует официальный список премьер-министров. Здесь перечислены сроки полномочий, предоставленные Парламентом Канады.

## Премьер-министры
| №  | Премьер-министр | Премьер-министр                                                   | Начало полномочий | Окончание полномочий | Партия                                   | Выборы |
| -- | --------------- | ----------------------------------------------------------------- | ----------------- | -------------------- | ---------------------------------------- | ------ |
| 1  |                 | Крис Пирсон (1931—2014) англ. Christopher William 'Chris' Pearson | 20 ноября 1978    | 22 марта 1985        | Прогрессивно-консервативная партия Юкона | 1978   |
| 1  | 1982            | Крис Пирсон (1931—2014) англ. Christopher William 'Chris' Pearson | 20 ноября 1978    | 22 марта 1985        | Прогрессивно-консервативная партия Юкона |        |
| 2  |                 | Уиллард Фелпс (1941—) англ. Willard Leroy Phelps                  | 23 марта 1985     | 28 мая 1985          | Прогрессивно-консервативная партия Юкона |        |
| 3  |                 | Тони Пеникетт (1945—) англ. Antony David John "Tony" Penikett     | 29 мая 1985       | 6 ноября 1992        | Новая демократическая партия Юкона       | 1985   |
| 3  | 1989            | Тони Пеникетт (1945—) англ. Antony David John "Tony" Penikett     | 29 мая 1985       | 6 ноября 1992        | Новая демократическая партия Юкона       |        |
| 4  |                 | Джон Осташек (1936—2007) англ. John Ostashek                      | 7 ноября 1992     | 18 октября 1996      | Партия Юкона                             | 1992   |
| 5  |                 | Пирс Макдональд (1955—) англ. Piers McDonald                      | 19 октября 1996   | 5 мая 2000           | Новая демократическая партия Юкона       | 1996   |
| 6  |                 | Пэт Дункан (1960—) англ. Pat Duncan                               | 6 мая 2000        | 30 ноября 2002       | Либеральная партия Юкона                 | 2000   |
| 7  |                 | Денис Фенти (1950—2019) англ. Dennis G. Fentie                    | 30 ноября 2002    | 10 июня 2011         | Партия Юкона                             | 2002   |
| 7  | 2006            | Денис Фенти (1950—2019) англ. Dennis G. Fentie                    | 30 ноября 2002    | 10 июня 2011         | Партия Юкона                             |        |
| 8  |                 | Даррелл Паслоски (1960—) англ. Darrell Thomas Pasloski            | 11 июня 2011      | 3 декабря 2016       | Партия Юкона                             | 2011   |
| 9  |                 | Сэнди Сильвер (1969—) англ. Sidney Alexander "Sandy" Silver       | 3 декабря 2016    | 14 января 2023       | Либеральная партия Юкона                 | 2016   |
| 9  | 2021            | Сэнди Сильвер (1969—) англ. Sidney Alexander "Sandy" Silver       | 3 декабря 2016    | 14 января 2023       | Либеральная партия Юкона                 |        |
| 10 |                 | Рандж Пиллай (1974—) англ. Ranj Pillai                            | 14 января 2023    | действующий          | Либеральная партия Юкона                 |        |